# Patrick Bezerra do Nascimento
Patrick Bezerra do Nascimento, meglio noto semplicemente come Patrick (Rio de Janeiro, 29 luglio 1992), è un calciatore brasiliano, centrocampista dell'Athl. Paranaense in prestito dal Santos.

## Caratteristiche tecniche
Giocatore polivalente che può ricoprire diverse posizioni, la sua posizione naturale è l'esterno di centrocampo che può ricoprire sia a sinistra che a destra ma può giocare anche come mezzala e trequartista. Possiede un'ottima tecnica individuale e una buona velocità che lo rendono molto pericoloso soprattutto in contropiede e in campo aperto, non trova spesso la via del gol ma ha comunque un discreto tiro e risulta soprattutto prezioso negli ultimi minuti di partita grazie alla sua ottima resistenza.

## Carriera
Ha giocato nella prima divisione brasiliana.

## Palmarès

### Club

#### Competizioni nazionali
- Campeonato Brasileiro Série B: 1

Santos: 2024

#### Competizioni statali
- Campionato Goiano: 2

Goiás: 2015, 2016
- Campionato Pernambucano: 1

Sport Recife: 2017